# Țările de Jos la Concursul Muzical Eurovision Junior
Țările de Jos a debutat la Concursul Muzical Eurovision Junior în anul 2003. Prima victorie a acestei țări a fost obținută la concursul din 2009. Până în prezent, Țările de Jos a găzduit Eurovision Junior de 2 ori, dar în orașe diferite.

## Rezultate

#### Legendă:
Câștigător
     Locul al doilea
     Locul al treilea
     Ultimul loc
| An   | Gazda       | Artist               | Titlu                                | Poziție | Puncte |
| ---- | ----------- | -------------------- | ------------------------------------ | ------- | ------ |
| 2003 | Copenhaga   | Roel                 | "Mijn ogen zeggen alles"             | 11      | 23     |
| 2004 | Lillehammer | Klaartje și Nicky    | "Hij is een kei"                     | 11      | 27     |
| 2005 | Hasselt     | Tess                 | "Stupid"                             | 7       | 82     |
| 2006 | București   | Kimberly             | "Goed"                               | 12      | 44     |
| 2007 | Rotterdam   | Lisa, Amy și Shelley | "Adem in, adem uit"                  | 11      | 39     |
| 2008 | Limassol    | Marissa              | "1 dag"                              | 13      | 27     |
| 2009 | Kiev        | Ralf Mackenbach      | "Click Clack"                        | 1       | 121    |
| 2010 | Minsk       | Senna și Anna        | "My Family"                          | 9       | 52     |
| 2011 | Erevan      | Rachel               | "Ik ben een teenager"                | 2       | 103    |
| 2012 | Amsterdam   | Femke Meines         | "Tik Tak Tik"                        | 7       | 69     |
| 2013 | Kiev        | Mylenne & Rosanne    | "Double me"                          | 8       | 59     |
| 2014 | Malta       | Julia                | "Around"                             | 8       | 70     |
| 2015 | Sofia       | Shalisa              | "Million Lights"                     | 15      | 35     |
| 2016 | Valletta    | Kisses               | "Kisses and Dancin"                  | 8       | 174    |
| 2017 | Tbilisi     | FOURCE               | "Love me"                            | 4       | 156    |
| 2018 | Minsk       | Max & Anne           | "Samen"                              | 13      | 91     |
| 2019 | Gliwice     | Matheu               | "Dans met jou"                       | 4       | 186    |
| 2020 | Varșovia    | Unity                | "Best Friends"                       | 4       | 132    |
| 2021 | Paris       | Ayana                | "Mata Sugu Aō Ne" (またすぐ会おうね) | 19      | 43     |
| 2022 | Erevan      | Luna                 | "La festa"                           | 7       | 128    |

## Istoria voturilor (2003-2013)
| Poziție | Țară    | Puncte |
| ------- | ------- | ------ |
| 1       | Belgia  | 97     |
| 2       | Rusia   | 52     |
| 3       | Armenia | 51     |
| 4       | Georgia | 49     |
| 5       | Suedia  | 47     |

| Poziție | Țară    | Puncte |
| ------- | ------- | ------ |
| 1       | Belgia  | 98     |
| 2       | Suedia  | 52     |
| 3       | Belarus | 38     |
| 4       | Malta   | 37     |
| 5       | Armenia | 30     |

## Gazda
| An   | Oraș      | Locație             | Prezentatori                             | Data finalei     | Piesa câștigătoare      |
| ---- | --------- | ------------------- | ---------------------------------------- | ---------------- | ----------------------- |
| 2007 | Rotterdam | Ahoy Rotterdam      | Kim-Lian van der Meij, Sipke Jan Bousema | 8 decembrie 2007 | Belarus - "S druz'yami" |
| 2012 | Amsterdam | Heineken Music Hall | Kim-Lian van der Meij, Ewout Genemans    | 1 decembrie 2012 | Ucraina - "Nebo"        |